# 5e corps de cavalerie de la Garde
Pour les articles homonymes, voir 5e corps d'armée et 5e division.
Le 5e corps de cavalerie de la Garde (russe : 5-й гвардейский кавалерийский корпус) est un corps de cavalerie (en) de l'Armée rouge pendant la Seconde Guerre mondiale.
Après-guerre, le corps devient la 5e division de cavalerie de la Garde, puis en 1957 la 18e division de chars (lourds) de la Garde. Renommée 5e division de chars de la Garde en 1965, sa taille est étendue à un corps d'armée (48e corps d'armée de la Garde) de 1982 à 1989. La 5e division de chars de la Garde devient en 2009 la 37e brigade de fusiliers motorisés de la Garde.

## Seconde Guerre mondiale
Le corps est formé le 19 novembre 1942 sous le nom de 5e corps de cavalerie cosaque du Don de la Garde, affecté au groupe de forces du Nord du front transcaucasien. Sous le commandement du général de division Alexeï Selivanov, le corps comprend les 11e (ru) et 12e divisions de cavalerie de la Garde, la 63e division de cavalerie et d'autres unités. Ses divisions avaient déjà participé aux combats lors de la bataille du Caucase au cours des mois précédents. Le corps reçoit son baptême du feu début décembre dans la région de Mozdok. Entre janvier et mai 1943, il combat au sein du front du Nord-Caucase et plus tard du front du Sud avec un groupe mécanisé et de cavalerie (en).
Entre septembre et novembre, le corps combat au sein du front du Sud (rebaptisé 4e front ukrainien le 20 octobre) lors de la percée du front de Mious (en), au cours duquel il reprend Volnovakha le 10 septembre, Gouliaïpole le 16 septembre, Melitopol le 23 octobre, et Kakhovka le 2 novembre. En janvier et février 1944, le corps est transféré au 2e front ukrainien pour l'offensive Korsoun-Chevtchenkovski, au cours de laquelle il combat dans l'encerclement et la destruction des troupes allemandes. Pour son « accomplissement exemplaire des missions de combat » lors des combats pour Zvenigorodka le 28 janvier, et pour le « courage et la bravoure » de son personnel, le corps a reçu l'Ordre du Drapeau rouge le 13 février. En mars et avril, le corps a combattu lors de l'offensive d'Ouman-Botoșani. Début avril, Selivanov, atteint de tuberculose, a été remplacé par l'ancien commandant adjoint du corps, le général de division Sergueï Gorchkov.
Au cours de la deuxième offensive de Jassy-Kichinev, le corps forme le groupe mécanisé et de cavalerie du 2e front ukrainien avec le 23e corps de chars. Avançant rapidement sur le flanc droit du front, il assure l'avancée du groupe de choc. À partir d'octobre 1944, le corps, transféré le 27 novembre au 3e front ukrainien, participe à la bataille de Debrecen. Pour ses « actions de combat réussies » et sa participation à la destruction des forces de l'Axe encerclées à Budapest, le corps reçut le nom de la ville à titre honorifique le 5 avril 1945.
Le corps mène ses derniers combats lors de l'offensive de Vienne pendant les dernières semaines de la guerre. Pendant la guerre, plus de 32 000 soldats du corps ont reçu une décoration, et dix ont reçu le titre de héros de l'Union soviétique.

## Après-guerre

### Division de cavalerie puis de chars
À l'été 1945, la 63e division de cavalerie est réorganisée en 12e division mécanisée. Le corps, constitué maintenant seulement des 11e et 12e divisions de cavalerie de la Garde, quitte à l'automne 1945 la Roumanie et le groupement sud soviétique et rejoint Novotcherkassk dans la région du Don,. Le corps est réorganisé en 5e division de cavalerie de la Garde en mai 1946, avec le 7e régiment de cavalerie de la Garde formé à partir du 37e régiment de cavalerie de la Garde et les 11e et 12e régiments de cavalerie de la Garde formés à partir des divisions du même nombre. La division comprend également le 120e régiment de chars et reste en garnison à Novotcherkassk dans le cadre du district militaire du Caucase du Nord. Nommée en l'honneur de Efim Chtchadenko le 6 septembre 1951, la division est réorganisée en 18e division de chars lourds de la Garde le 18 novembre 1954. La 18e division est alors constituée des 140e et 160e régiments de chars de la Garde (ru) et du 406e régiment de chars lourds de la Garde (créés respectivement à partir des 7e, 11e et 12e régiment de cavalerie de la Garde).
Le 5 mars 1962, la 18e division de chars lourds de la Garde perd le qualificatif lourds et devient 18e division de chars de la Garde. En juin 1962, la division est impliquée dans le massacre de Novotcherkassk.
Le 11 janvier 1965, la division est renommée 5e division de chars de la Garde. Le 311e régiment de fusiliers motorisés de la Garde est créé à partir du 406e régiment de chars, en même temps que le 349e régiment de chars. La division reçoit l'ordre de l'Étoile rouge le 22 février 1968.
Fin 1968, la division part à Kiakhta et la 51e division de chars est créée sur son ancienne base (elle rejoindra en 1978 la Mongolie).
L'ordre de bataille de la division au début des années 1980 est le suivant :
- 311e régiment de fusiliers motorisés de la Garde
- 108e régiment de chars
- 140e régiment de chars de la Garde
- 160e régiment de chars de la Garde (ru)
- 861e régiment d'artillerie automotrice
- 940e régiment de missiles antiaériens de la Garde (héritier du 50e divizion d'artillerie antiaérienne de la Garde de la 12e division de cavalerie de la Garde[11])
- 559e divizion de missiles
- 155e bataillon de reconnaissance
- 156e bataillon de sapeurs-génie de la Garde
- 840e bataillon de transmissions (héritier du 4e divizion de transmissions de la Garde de 1945[12])
- 577e bataillon de défense chimique
- 31e bataillon médical
- 151e bataillon de soutien matériel
- bureau de renseignement militaire

### Transformation en48ecorps d'armée de la Garde
En 1982, la 5e division de chars de la Garde devient un corps d'armée combinée destiné à pouvoir exploiter une percée sur la ligne de front, sous le nom de 48e corps d'armée de la Garde. Les 140e et 160e régiment de chars de la Garde deviennent respectivement les 4e et 3e brigades de chars de la Garde, le 311e régiment de fusiliers motorisés de la Garde la 178e brigade mécanisée de la Garde et le 108e régiment de chars la 179e brigade mécanisée. Le corps reçoit deux nouveaux régiments des forces aéroportées soviétiques : le 373e régiment d'hélicoptères et le 1319e régiment d'assaut aérien. Enfin, le 151e bataillon de soutien matériel forme le 1317e régiment de soutien matériel tandis que les autres unités de la 5e division gardent leur numéro mais rejoignent le nouveau corps d'armée. Une analyse d'époque de la CIA constate que les brigades ont un effectif renforcé en chars T-62 et transports de troupe BMP-1. Le corps est également renforcé en lance-roquettes multiples BM-21 et BM-27. Le régiment d'assaut aérien est équipé de transports de troupe BMD-1.
L'unité reprend son organisation d'origine en 1989,.

### Unité russe
La division reste à Kiakhta après l'effondrement de l'URSS et devient une unité des forces armées de la fédération de Russie. Le 160e régiment de chars participe à la seconde guerre de Tchétchénie avec ses chars T-62M. La 5e division de la Garde est la première division à recevoir le char T-90 dans les années 2000. En 2009, elle devient la 37e brigade de fusiliers motorisés de la Garde.